# 29 (奥田民生のアルバム)
『29』（にじゅうきゅう）は、日本のミュージシャン奥田民生の1枚目のアルバムであり、ソロとして初のアルバムである。

## 背景
奥田はロックバンドUNICORNのアルバム『BOOM』（1987年）にてデビューし、バンドの一員として活動していた。しかし、主だった目標もないまま活動してきたバンドであり、アイデア先行でレコーディングなどを行っていたが、そのアイデアが尽きたこと、またバンドのリーダーでありドラマーであった川西幸一がバンド脱退を表明した事により解散の危機に陥った。その後リーダー及びドラマーが不在のままアルバム『SPRINGMAN』（1993年）を完成させたものの、バンドの個性の一角を担っていたドラムが消失した事により奥田はバンド活動へのモチベーションが下がり、1993年9月21日にニッポン放送ラジオ番組『オールナイトニッポン』（1967年 - ）内にて同バンドの解散を発表した。
その後奥田は、UNICORN所属時に企画としてソロ活動を行った際にその意義を見出せず、ソロ活動に関しては否定的であったため、すぐにソロ活動は行わず約半年間の休暇を取る事となった。休暇中は人と会う事を忌避していたため一人で趣味である釣りに没頭する事が多く、また音楽を聴く事も少なくなり楽器店などにも訪れる事はなく、さらに楽器に手を触れる事もなかったという。
半年後に元UNICORNの他のメンバーが始動したのを機に、ようやく曲制作に取り掛かった奥田はデモテープの制作に着手する。デモテープとして最初に「息子」と「ハネムーン」が完成したが、奥田にとっては「暗い曲」であり、「明るい曲」を制作しようと「愛のために」を完成させた。その頃にレコーディング・エンジニアのジョー・ブレイニーからニューヨークでのレコーディングの話を持ち掛けられ、これに奥田が応じたためレコーディングが開始する事となった。

## 録音
レコーディングはニューヨークにあるクリントンレコーディングスタジオにて開始された。プロデューサーは奥田とジョー・ブレイニーが担当している。
奥田は人見知りのため現地のメンバーには馴染めず、初めの2週間程は「帰りたかった」と述べている。完成後の感想としては現地スタッフに委託していた部分が多く、奥田は「あんまりソロっぽくなかったかな」と述べている。
「奥田民生愛のテーマ」では、奥田が全ての楽器を演奏している。

## 音楽性
奥田はこの当時に「テレビとか見てると、詞が全部同じじゃないですか。昔はあんまり他の人の歌を聴いても思わなかったけど、最近さすがに『これはつまらん!』とか思い始めてね。"頑張れソング"に対する反抗的な態度というのもあるんだよね。要するに、勇気が湧くとか頑張る気持ちになれるような曲っていうのだけがもてはやされてもしょうがない。別に俺がその役をやらなくてもいいんだけど、やる気をなくさせる歌があってもいいかなという感じで作ったり」と語っており、また「みんなラヴソングだったり頑張れソングだとしても俺はそれを聴いて頑張る気にまったくならないし、ラヴソングを聴いて昔の恋を思い出したりしないわけですよ。それは何故かっていうと、曲が感動しなかったりするからなんだよね。言葉ではいいこと言ってるかもしれないけど。そういう人たちに闘いを挑んでいる気持ちもあるんですよ。そういうやり方じゃなくても人を感動させることはできるんだよという、闘いの幕が切って落とされたんです。今回のアルバムはぼくなりの音楽界への宣戦布告ですから」とも語っている。
タイトル名の由来は自身が当時29歳であったことから名づけられた。タイトルに関しては悩み抜いた末に決定したものであり、後年自分の過去作品を振り返った時に分かりやすいようにとの事で決定した。

## リリース
1995年3月8日にソニーレコーズよりリリースされた。
2007年12月19日には完全生産限定盤、紙ジャケット仕様で再リリースされた。

## ツアー
本作を受けてのツアーは「tamio okuda TOUR "29-30"」と題し、1995年3月21日の府中の森芸術劇場 どりーむホールを皮切りに6月15日の北海道厚生年金会館まで20都市全29公演が行われた。また、同ツアーの中から5月8日の渋谷公会堂公演を収録したソロとして初のライブビデオ『tamio okuda tour“29-30』（1995年）が8月21日にリリースされた。

## 批評
| 専門評論家によるレビュー | 専門評論家によるレビュー |
| レビュー・スコア         | レビュー・スコア         |
| 出典                     | 評価                     |
| ------------------------ | ------------------------ |
| CDジャーナル             | 肯定的                   |

- 音楽情報サイト『CDジャーナル』では、総評として「無愛想で、気まぐれなアルバムだなぁと。気ままに寝て起きて、歌いたくなったら歌ってる感じ。中身は君のことや、世の中のことや、自分のことや……。で、けっこうトンガッテたりして。それをだらだらとぶっきらぼうに歌ってしまうとこが、彼らしくて好感」と評されており、各曲の評価として、「674」は「ウッドブロックらしきチープな打楽器音とコード変化のほとんどないサビ・メロディが特徴的」、「ルート2」は「ファンキーなロック・ナンバー」、「ハネムーン」は「スティーヴ・ジョーダンらが醸し出す"タメ"のグルーヴと泣きのギター・ソロが印象的」、「これは歌だ」は「デタラメ色の濃い歌詞が魅力。ワウを駆使したソロや逆回転フレーズを披露するギターも聴きどころだ」、「女になりたい」は「随所で聴かれる力の抜けた歌いまわしが実にユーモラスだ。女性に生まれ変わった"みつお"へ語りかける歌詞もユニーク」、「愛する人よ」は「きわめてキャッチーなサビとタイトにグルーヴする8ビート・リズムが魅力のポップ・ロック・ナンバー」、「30才」は「左右のチャンネルを往来するエレピ音や右側に偏ったミックス・バランス、オクターヴ・ユニゾンのヴォーカル、ポエトリー・リーディングなど、アイディア満載の1曲」、「ビーフ」は「神戸牛を若い女性に見立てたユーモラスな歌詞と、ブラス・セクションを採り入れたにぎやかなサウンドが特徴的」、「愛のために」は「全体的に民生の世界観が独特のひねりを通して感じ取れるだろう」、「人間」は「微妙に陰のある物憂げな歌い方が魅力で、奥田民生のヴォーカリストとしての懐の深さが感じられる。楽曲に華を添えるブラス・サウンドが実に温かい」、「奥田民生愛のテーマ」は「破壊的な音色のドラムを中心に据え、ギターとヴォーカルを左右に振り分けた昔風のミックスが特徴的」と評されている[2]。

## チャート成績
オリコンチャートでは最高位2位となり、その後登場回数16回、売り上げ枚数は107万8020枚でミリオンセラーとなった。

## 収録曲
| 全作詞・作曲・編曲: 奥田民生。 |                                   |          |            |      |
| #                              | タイトル                          | 作詞     | 作曲・編曲 | 時間 |
| 1.                             | 「674」                           | 奥田民生 | 奥田民生   | 3:32 |
| 2.                             | 「ルート2」                       | 奥田民生 | 奥田民生   | 4:20 |
| 3.                             | 「ハネムーン」                    | 奥田民生 | 奥田民生   | 4:22 |
| 4.                             | 「息子 (アルバム・ヴァージョン)」 | 奥田民生 | 奥田民生   | 5:11 |
| 5.                             | 「これは歌だ」                    | 奥田民生 | 奥田民生   | 4:50 |
| 6.                             | 「女になりたい」                  | 奥田民生 | 奥田民生   | 2:27 |
| 7.                             | 「愛する人よ」                    | 奥田民生 | 奥田民生   | 4:24 |
| 8.                             | 「30才」                          | 奥田民生 | 奥田民生   | 4:40 |
| 9.                             | 「BEEF」                          | 奥田民生 | 奥田民生   | 2:56 |
| 10.                            | 「愛のために」                    | 奥田民生 | 奥田民生   | 4:58 |
| 11.                            | 「人間」                          | 奥田民生 | 奥田民生   | 4:02 |
| 12.                            | 「奥田民生愛のテーマ」            | 奥田民生 | 奥田民生   | 3:01 |
| 合計時間:                      | 合計時間:                         | 48:54    |            |      |

## 曲解説
1. 674
奥田によれば「自然発生的で放っといてできた曲の部類」[3]。バンドの事を考えずに制作された曲であり、奥田からすると「孤独感のある曲」[3]。
2. ルート2
ニューヨークレコーディングが決定してから制作された曲の内のひとつ[3]。現地で外国人相手に説明するのが面倒という理由でシンプルなロックとして制作された[3]。アレンジについても打ち合わせは行っておらず、演奏は現地ミュージシャン任せになっている[3]。表題のルート2とは広島の国道2号線の事であり、広島の住人にとって有名なドライブコースである[3]。
3. ハネムーン
ソロ活動開始以前に制作された曲[3]。自身の曲がメジャーコードを使用する事が多いため、あえてメジャーコードを使用せずに制作された[3]。歌詞はレコーディングが進行していく内にイメージが湧いたものだという[3]。メロトロンを担当したバーニー・ウォーレルはクレジットに必ず「メロトロン・アレンジ・バイ・バーニー・ウォーレル」と入れるよう要請してきた[3]。
4. 息子 (アルバム・ヴァージョン)
3rdシングル。当初の構想ではオーケストラアレンジを想定していたが、ニューヨークでのレコーディングによってシンプルなアレンジに変更された[3]。歌詞に関しては無作為に「いじめっこ」、「いっちょまえ」、「べっぴんさん」などの小さな「っ」のが入る日本語を選択した結果、前後をつなぎ合わせる形で完成形の歌詞になった[3]。歌詞カードには記載されていないが最後の方では「小豆相場」と歌っている[3]。
5. これは歌だ
現地のミュージシャンが最も好んだ曲[3]。歌詞のテーマは「歌詞なんて作るの面倒くさい、歌にいちいち理由がいるのかっていう反抗心」であり、ニューヨークのホテルで書かれた[3]。
6. 女になりたい
奥田曰く「ソロになって真面目になったって言われるのもイヤ」との思いから制作された[3]。タイトルの由来は最初に「イタリアの風」という歌詞が浮かんだ事からモロッコの性転換へと着想が広がったため[3]。歌詞中の「ミツオ」とは奥田の友人の父の名である[3]。ボーカルは奥田であるが、笑顔のままで歌ったところ別人のような声になり、スタッフが会社内で流した所誰も奥田の声であると気づかなかったという[3]。
7. 愛する人よ
シングル「愛のために」カップリング曲。始めにBメロの部分の15秒間だけが制作されており、丸井ビサルノのコマーシャルソングとして使用された[3]。その後シングルのカップリングとして収録するために残りの部分が制作された[3]。この曲のレコーディングの際にはスタジオにミキサー以外誰もおらず、誰のリアクションもないため曲の出来の良し悪しが分からなかったと奥田は述べている[3]。
8. 30才
当初は極端なミックスを施したものの、他の曲と比較して極端に浮いていたためマスタリングの際にミックスを修正した[3]。この曲では奥田はギターを持たずシンセサイザーのみ演奏している[3]。
9. BEEF
シングル「息子」カップリング曲。ニューヨークレコーディングが決定してから制作された曲の内のひとつであり、当初は英詞にするつもりでジョーに依頼したが出来なかったため日本語の歌になった[3]。また、当初は外国人から見た日本の間違ったイメージをテーマとするつもりであり、「牛がビールを飲んでいる、マッサージを受けている」事を歌詞にしようとしたが最終的に牛の歌になった[3]。これに対しジョーは仰天していたという[3]。また、「ひっこんでろ」というフレーズは現地ミュージシャンも共に歌っていた[3]。
10. 愛のために
デビューシングル。このアルバムの中で最初に制作された曲[3]。タイトルに関しては中々決まらず、「老けた男」、「分かるよ、おっさん」、「充分休んだおっさん」なども候補として挙がったが最終的に現在のタイトルになった[3]。バックの演奏はVANILLAであり、ドラムは川西幸一が担当している[3]。
11. 人間
ニューヨークレコーディングが決定してから制作された曲のひとつ[3]。歌詞のテーマはニューヨークでの孤独感が表現されている[3]。
12. 奥田民生愛のテーマ
奥田が全ての楽器を演奏している。「デモテープチックな演奏でもいい加減でもいい」という思いからすべて一人で演奏した[3]。

### 参加ミュージシャン
- 奥田民生 - ボーカル、ギター (#2-5, 7, 9-12) 、アコースティック・ギター  (#1, 6, 7) 、ベース (#6, 7, 12) 、パーカッション (#1) 、ドラムス (#12) 、シンセサイザー (#7, 8)
- スティーヴ・ジョーダン - ドラムス (#2-5, 9, 11) 、パーカッション (#2-5) 、バックグラウンド・ヴォーカル (#2, 3, 5)
- チャーリー・ドレイトン - ベース (#2-5, 9, 11) 、パーカッション (#2-5) 、バックグラウンド・ヴォーカル (#2, 3, 5)
- ワディ・ワクテル - ギター (#2, 3, 5, 9, 11) 、アコースティック・ギター (#4) 、スライドギター (#4)
- バーニー・ウォーレル - クラビネット (#2, 5) 、シンセサイザー (#2, 5) 、ハモンドオルガンB-3(#3, 4, 11) 、メロトロン (#4, 5, 11) 、ピアノ (#9)
- クリスピン・シオー - フルート (#4, 11) 、サクソフォーン (#9, 11)
- ケン・フラッドリー - フリューゲルホルン (#4) 、トランペット (#9, 11)
- ジョー・ブレイニー - サウンド・エフェクト (#3)
- 山中真一 - ベース (#8)
- 藤井理央 - フェンダー・ローズ (#8) 、シンセサイザー (#8) 、ハモンドオルガンB-3 (#10)
- 河合マイケル - ドラムス (#6-8) 、ボンゴ (#7) 、パーカッション (#10)
- 鈴木銀二郎 - 太鼓持ちトーク (#1) 、ポエトリー・リーディング (#8)
- 鈴木祐子 - ポエトリー・リーディング (#8)
- 川西幸一 (VANILLA) - ドラムス (#10)
- 坂巻晋 (VANILLA) - ベース (#10)
- 笹本希絵 (VANILLA) - パーカッション (#10)

### スタッフ
- 奥田民生 - プロデューサー
- ジョー・ブレイニー - プロデューサー、レコーディング・エンジニア、ミックス・エンジニア
- 鈴木祐子 - レコーディング・エンジニア、ミックス・エンジニア
- エド"ICHIBAN"コレンゴ (Clinton, Sorcerer & Right Track) - アシスタント・エンジニア
- マーク・アゴスティノ (Clinton) - アシスタント・エンジニア
- パトリック・A・デリヴァズ (Sorcerer) - アシスタント・エンジニア
- マット・カレー (Right Track) - アシスタント・エンジニア
- 房野一洋（パワーハウス） - アシスタント・エンジニア
- 法林淳一（サウンドイン） - アシスタント・エンジニア
- グレッグ・カルビ（英語版） (Masterdisk) - マスタリング・エンジニア
- アーティ・スミス - ミュージカル・インストゥルメンタル・サプライ（ニューヨーク）
- 富塚久美（ソニー・ミュージックエンタテインメント） - レコーディング・コーディネーション（ニューヨーク）
- バーニー・ウォーレル - メロトロン・アレンジメント
- Toshiaki Sujino - ミュージカル・インストゥルメント・テク
- 渡辺純一（ソニー・ミュージックエンタテインメント） - エグゼクティブ・プロデューサー
- 秦幸雄（ソニー・ミュージックエンタテインメント） - エグゼクティブ・プロデューサー
- マイケル・S・河合 - A&R
- Komurock and Utchy（ソニー・ミュージックエンタテインメント） - プロモーション
- Kaz Harada - マネージメント
- Gin Suzuki - マネージメント
- Yama-Ken - マネージメント
- Kiko Kuriyama (Hit & Run) - マネージメント
- 山崎英樹 (Stove) - アート・ディレクション、デザイン
- 梨子田まゆみ - アーティスト写真
- 松本誠治 - アーティスト写真
- 細川晃 - オブジェクト写真
- Hayashi Bijyutsu - オブジェクトワーク
- Yuki Matsuzawa - オブジェクトワーク

## リリース日一覧
| No. | 日付           | レーベル             | 規格 | 規格品番  | 最高順位 | 備考             |
| --- | -------------- | -------------------- | ---- | --------- | -------- | ---------------- |
| 1   | 1995年3月8日   | Sony Records         | CD   | SRCL-3134 | 2位      |                  |
| 2   | 2007年12月19日 | エスエムイーレコーズ | CD   | SECL-609  | -        | 紙ジャケット仕様 |